# NGC 1352
NGC 1352 è una galassia lenticolare situata nella costellazione dell'Eridano, a una distanza di circa 203 milioni di anni luce dalla nostra Via Lattea.

## Scoperta
La galassia è stata scoperta l'11 dicembre 1835 dall'astronomo britannico John Herschel.